# Орба-Павлово
Орба́-Па́влово (чув. Орпа) — деревня в Ядринском районе Чувашской Республики. Входит в состав Иваньковского сельского поселения.

## География
Находится в западной части Чувашии, на расстоянии приблизительно 12 км на север-северо-восток по прямой от районного центра города Ядрин на правобережье реки Сура.

## История
Известна с 1858 года, когда здесь было 39 жителей. В 1897 году было учтено 106 жителей, в 1926 — 45 дворов, 226 жителей, в 1939—231 житель, в 1979—146. В 2002 году было 43 двора, в 2010 — 29 домохозяйств. В 1931 году был образован колхоз им. Молотова, в 2010 году действовало ОАО «Племенной конный завод им. В. И. Чапаева».

## Население
Постоянное население составляло 80 человек (чуваши 78 %) в 2002 году, 62 в 2010.